# Slag bij Heiligerlee (1536)
Op 5 augustus 1536 werden Deense bondgenoten van Karel van Gelre, onder leiding van Meindert van Ham, verslagen door troepen van de Friese stadhouder van keizer Karel V, Schenk van Toutenburg bij de plaats Heiligerlee.
In opdracht van de hertog Karel van Gelre bezette Meindert van Ham begin mei 1536 Appingedam met 3000 soldaten. Hij dreigde Holland binnen te vallen als de Bourgondische vloot naar Kopenhagen zou zeilen om Christoffel van Oldenburg bij te staan in de Gravenvete tegen Christiaan III van Denemarken, bondgenoot van Karel van Gelre. De Habsburgse landvoogdes Maria van Hongarije beval Adolf van Bourgondië desondanks te Veere een vloot samen te stellen van 45 Spaanse, Portugese en Nederlandse schepen (gereed in juni) met een bemanning van 3000 zeelui en 4500 soldaten, die Frederik II van de Palts zou leveren. Deze troepen moesten eerst Van Ham verslaan, omdat de Hollandse stadhouder Antoon I van Lalaing en de graaf van Buren Maximiliaan van Egmont weigerden hun benden van ordonnantie in te zetten. De Paltssoldaten werden onder bevel van Schenck van Toutenburg geplaatst en trokken op tegen de Geldersen..
De  stad Groningen en de Ommelanden erkenden Karel V als nieuwe landsheer en haalden Schenck als zijn stadhouder binnen bij verdrag op 8 juni, bekrachtigd op 15 juni. Toen Schenck oprukte naar Appingedam, troffen de legers elkaar op 5 augustus 1536 bij Heiligerlee, waar de Bourgondiërs wonnen. Meindert van Ham werd verdreven, officier Jurjen van Munster werd gevangengenomen.
Ondanks de zege werd de vloot niet naar Denemarken gezonden, waar het pleit al in het voordeel van Christiaan III was beslecht. Voor de Nederlanden had de veldslag echter grotere gevolgen: de Geldersen zagen zich genoodzaakt om de noordelijke gewesten te ontruimen, en later dat jaar werd de Vrede van Grave gesloten, waarbij Karel van Gelre zijn aanspraken op Groningen, de Ommelanden en Drenthe over moest laten gaan op Karel V.
Huissen (1502) · Arnhem (1505) · Oldenzaal (1510) · IJsselstein (1511) · Venlo (1511) · Arnhem (1514) · Groningen (1514) · Zaltbommel (1515) · Sneek (1517) · Medemblik (1517) · Hasselt · Nijenbrugge · Steenwijk (1523) · Sloten (1523) · Zwolle (1524) · Utrecht · 's-Gravenhage (1528) · Harderwijk (1528) · Tiel (1528) · Heiligerlee (1536) · Sittard · Düren · Amersfoort (1543)· Gulik (1543) · Venlo (1543)